# Gabriela León
Gabriela León (Cuautla, Morelos, 1973) es una activista y artista multidisciplinaria, conocida por su trabajo como artista visual, escritora, poeta y gestora cultural, con la creación de espacios como La Perrera, Pájaros en el alambre y Cochera en Servicio en la ciudad de Oaxaca, en donde vive y trabaja.

## Datos biográficos y formación
Nació en Cuautla, en el Estado de Morelos, México, en 1973. En 1994 inició sus estudios en la Licenciatura en Artes Plásticas en la Universidad de las Américas, en Puebla. Ha proseguido su formación en talleres del Centro de las Artes de San Agustín, Etla, Oaxaca, donde formó parte del taller de Novela, del Diplomado de Crítica de Arte y,  actualmente, del proyecto de investigación y curaduría, Colección en Vivo. Cursa el diplomado en Educación Comunal por parte de la Universidad BUABJO. En 2005, realizó una residencia artística en Varansi, India, en donde fue invitada a participar al II Simposio Internacional de Escultura y Poesía de Varansi, con la elaboración de piezas escultóricas que articulaban su experiencia corporal con la realidad social a la que enfrentó en aquella ciudad. Asimismo, fue artista en residencia en el MOCA de Tucson y La Pocha Nostra en Arizona, Estados Unidos en el 2007 y en CRANE lab Centre national des arts plastiques, Francia en el 2011.
En 2007 fundó el Laboratorio de Arte Re-activo La Perrera, que funciona como plataforma, productora, experimento curatorial y pedagógico transdisciplinario, para la colaboración de artistas nacionales e internacionales, mismo que continúa dirigiendo-promoviendo.
Su trabajo ha sido exhibido de manera individual como colectiva, en numerosas muestras y festivales, tanto en México como el exterior, entre los que destacan el Museo de Arte Contemporáneo de Tucson (MOCA) en Estados Unidos,  el New York Photo Festival, las Galerías de las Universidades de California, Santa Cruz y Riverside, en Estados Unidos; la 10° Bienal de La Habana, Cuba; el Museo Setagaya Tokio, Japón,el Museo de Arte Contemporáneo de Oaxaca (MACO); el Centro Fotográfico Manuél Álvarez Bravo (CFMAB), Oaxaca, entre otros. Ha impartido charlas en la Western Michigan University (2013); Escuela de Artes Visuales de New York City y en el Merry Mounth Manhatthan College (NY, 2008-2013); y la Open University (2012), Inglaterra, entre otras instituciones.

## Obra artística
Sus práctica artística se ha caracterizado por articular la experiencia corporal con la realidad política y social que la rodea. Algunos de sus trabajos más destacados son los siguientes:

### Pulchrus Corpus, 2000.
Proyecto de moda alternativa. Recibió el apoyo de Instituto Mexicano de la Juventud.

### Paseo dominical por el Zócalo de Oaxaca,2006.
Esta acción se inserta en el contexto de la revuelta popular y los actos de resistencia que se produjeron en Oaxaca, México, durante el llamado conflicto magisterial en 2006. La artista confeccionó un vestido, tomando objetos de las barricadas que los protestantes construyeron en las calles del centro de la ciudad. El “Traje de barricada” estaba compuesto por un collar elaborado con alambre de púas, el corsé y la minifalda de cámaras de llanta, y el faldón con la estructura de metal de un colchón quemado. Ataviada de esta forma, con la apariencia y la actitud de una modelo de revistas, transitando entre manifestantes y policías federales, aparece en el video que registra su caminata. En 2007, Tyler Stallings curó la exposición “Gabriela León: Sunday walk to the Zócalo of Oaxaca (Paseo dominical por el Zócalo de Oaxaca)”, en la Sweeney Art Gallery de la Universidad de California-Riverside (UCR), en donde se refiere a la artista como “Nuestra Señora de las Barricadas” o “La virgen de las Barricadas”, transitando pacíficamente, como venida de otro mundo, por territorios en conflicto: la ciudad convertida ella misma en despojo. El cuerpo de la artista en esta acción personifica el cuerpo urbano, convirtiéndose en una extensión del abuso y la violencia dentro de una comunidad. A través del cuerpo vestido la autora visibiliza las tensiones entre dos fuerzas de poder desiguales. Al vestir los restos de las barricadas, León es la encarnación de dicha situación:  el cuerpo femenino de la artista transformado en testimonio y espacio de denuncia.

### Beautiful World, 2008.
Consistía en un espacio lúdico generado por la artista a través de un sitio web, en el cual “promueve” una línea de cosméticos y vestidos, apropiándose de los medios, lenguajes y soportes (vídeos, carteles y postales promocionales) propios de la industria de la moda y la belleza para visibilizar sus efectos en las prácticas corporales de las mujeres contemporáneas.

### Archivo Curato, 2015-2016
A partir de los archivos fotográficos recuperados que conforman el "Archivo Curato"que pertenecieron a José Othón Núñez y Zárate, Arzobispo de Oaxaca y del sacerdote, fotógrafo e investigador Fernando Vázquez Núñez realizó una serie de exposiciones y conversatorios en el Centro Fotográfico Manuel Álvarez Bravo.

## Obra literaria
Ha publicado dos libros de poemas y su obra ha sido incluida en varias antologías. Es coautora de dos libros infantiles. En 2013 presentó en distintos foros el libro Uma, una novela publicada por la editorial portable Lengua de perro, editorial, especializada en acciones de escritura.

## Premios, becas y reconocimientos (Selección)
- Prince Claus Fund for Culture and Development (2014).
- Becaria del programa C14 del Instituto de las Culturas y Artes de Oaxaca  (2014).
- Becaria del PECDA(b), Creadores con Trayectoria Oaxaca (2013).
- Becaria del programa C11 y C12 por Instituto de las Culturas y Artes de Oaxaca (2012 y 2011).
- “Headliner Artist” del Festival binacional Arizona Between Nosotros ABN Mx-Us (2012).
- Tierney Foundation Fellowship, NY (2010).
- Beca de la University of California Institute for México and the US (2007).
- Jóvenes Creadores FONCA (2000-2001).
- Beca del Fondo Estatal para la Cultura y las Artes FOESCA, Puebla, 1999 y Oaxaca, 2008 (En literatura).
- Apoyo de Instituto Mexicano de la Juventud (2000).

## Colaboratorios
León ha participado como cofundadora, codirectora, co-curadora y coproductora en una serie de iniciativas y proyectos, en donde se conjugan sus intereses artísticos, conceptuales y sociales para la creación de lo que ella llama proyectos híbridos.

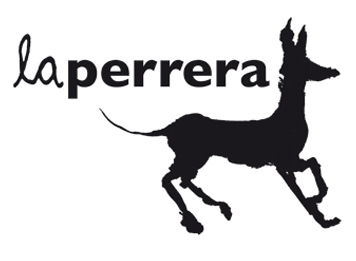
Laboratorio de Arte Re-Activo La Perrera

### La Perrera
Es un laboratorio para la creación, experimentación, producción y difusión de arte contemporáneo, así como para generación de procesos de transformación social en la ciudad de Oaxaca. La Perrera fue fundada en 2007 por Gabriela León junto con un grupo de artistas, entre los que se encontraban Pedro Déniz, Bruno Varela, Rosario Ordónez, Isabel Rojas, Steven Brown, Lorena Rivero de Beer, Saúl López Velarde,  Berenice Guraieb, Martha Sánchez, entre otros para la elaboración de proyectos artísticos e iniciativas sociales. La casa-estudio de la artista ha funcionado como centro de operaciones, sin embargo, La Perrera no posee un espacio fijo. De tal modo, han establecido colaboraciones con diversos centros centros culturales y galerías, tales como el Centro Fotográfico Manuel Álvarez Bravo, la Biblioteca Andrés Henesterosa, La Curtiduría, El Museo de Arte Contemporáneo de Oaxaca, el Cineclub El Pochote, entre otros. Asimismo, muchas de sus actividades y eventos se llevan a cabo en el espacio público.
La propuesta se ha basado en el modelo de colaboración social comunitaria de los pueblos originarios de Oaxaca para generar estrategias enfocadas a crear nuevos públicos públicos y a experimentar relaciones transversales entre distintas disciplinas, llevando a cabo una serie de actividades y eventos que incluyen talleres, exposiciones, performance, intervenciones urbanas, proyecciones, experiencias sonoras, conciertos, foros de diálogo y reflexión, acciones interdisciplinarias, entre otras.
Una de las iniciativas de La Perrera es el Archivo Comunal, un archivo vivo del performance en Oaxaca. 
En dos ocasiones La Perrera (2010 y 2012) recibió la Beca Binacional NALAC mex-us por el proyecto “Transbordador Pocha-Perrera” para colaborar con Guillermo Gómez-Peña y la Pocha Nostra en Oaxaca.

### Ojo de Perro y Okular
Propuesta de Saúl López Velarde, Berenice Guraieb y Gabriela León para generar muestras internacionales de video experimental para la vía pública y espacios de acceso gratuito. De esta experiencia surge Okular, festival internacional de video experimental cuyo objetivo es okupar el espacio público y lugares destinados a otros usos con video experimental.

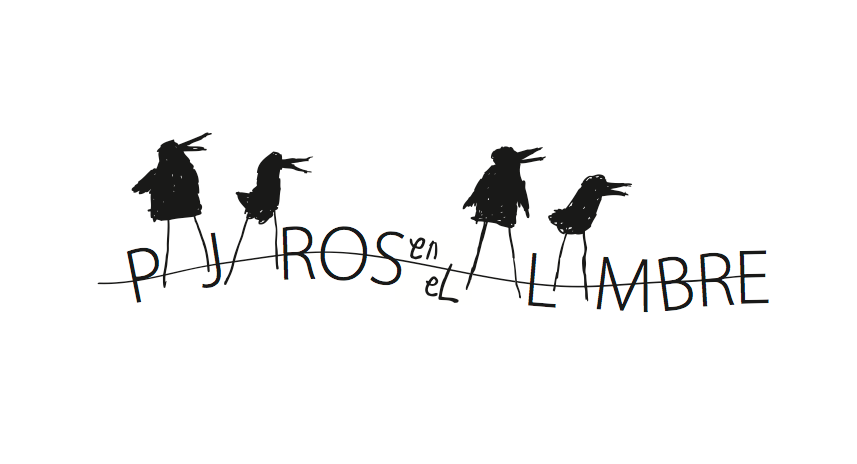
Pájaros en el alambre.

### Pájaros en el alambre
Es una iniciativa sin fines de lucro, de Gabriela León y Nahú Rodríguez que busca establecer diálogos críticos por medio de la apropiación, intervención y uso de los medios de comunicación y los espacios públicos para construir memoria colectiva y generar espacios de reflexión e intercambio de conocimientos entre los miembros de la comunidad. Con el fin de llevar a cabo su objetivo, utilizan diferentes estrategias, tales como intervenciones sonoras en el espacio radiofónico, mayordomías de performance sonoro, tequios de conocimiento, y textos con las reflexiones que surgen de las emisiones que realizan y un sitio web que opera como archivo abierto de los distintos materiales que generan. 

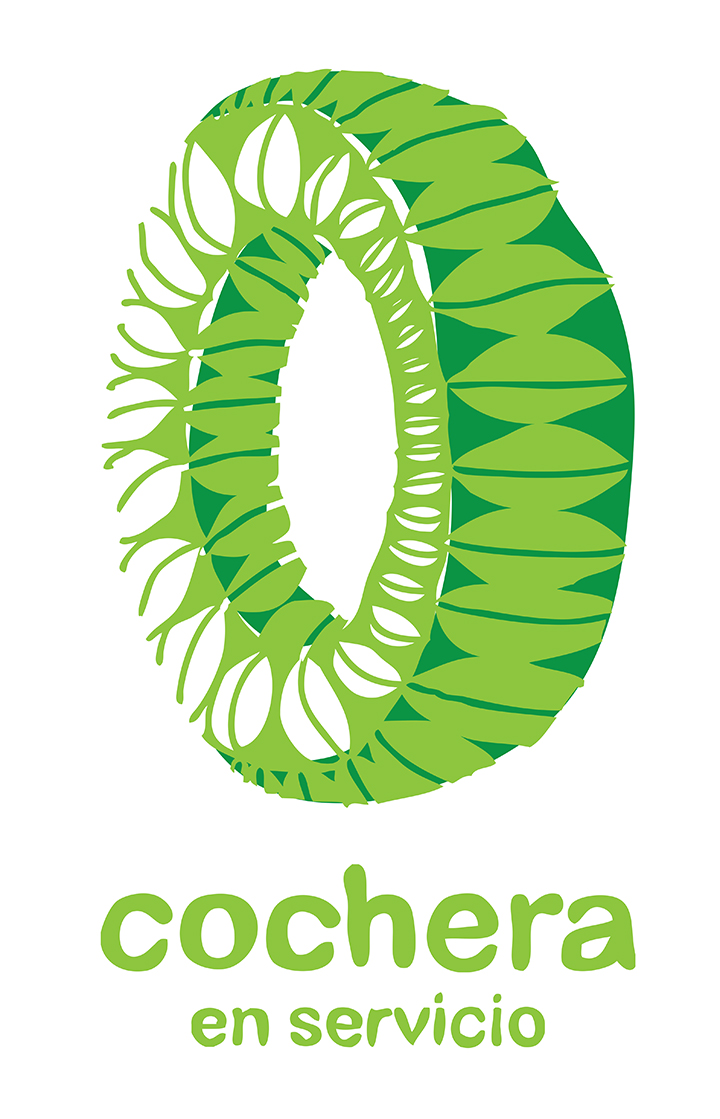
Cochera en servicio

### Cochera en servicio
Es una red que promueve la convivencia vecinal a través del trueque de cosechas caseras y la reflexión en torno a la autonomía alimentaria. Es una iniciativa de Gabriela León y Nahú Rodríguez, en colaboración con Martha Sánchez, Christophe Cassidy y vecinos del Barrio de Jalatlaco en Oaxaca.